# روزاسيت
روزاسيت هو معدن كربوني يتواجد مع الزنك والنحاس الخام . كيميائيًا، هو هيدروكسيد كربونات الزنك والنحاس بنسبة 3:2 من النحاس إلى الزنك. يوجد في الأكاسيد الثانوية لرواسب النحاس والزنك.
تم إكتشافه في عام 1908 في منجم روساس في سردينيا بإيطاليا، وسمي على اسم الموقع. عادة ما توجد بلوراتة ذات اللون الأزرق والأخضر في تجمعات كروية، وغالبًا ما ترتبط بالليمونيت الأحمر والمعادن الملونة الأخرى. وهو مشابه جدًا للأوريكالسيت، ولكن يمكن تمييزه بصلابته الفائقة.